# Campyloneurum repens
Campyloneurum repens là một loài thực vật có mạch trong họ Polypodiaceae. Loài này được (Aubl.) C. Presl miêu tả khoa học đầu tiên năm 1836.